# Johanna Holmström
Johanna Holmström, född 1981 i Sibbo, är en finlandssvensk författare, bosatt i Helsingfors. År 2003 debuterade hon med Inlåst och andra noveller, ur vilken novellen "Inlåst" nominerades för Sveriges Radios Novellpris 2004. I september 2007 kom hennes första roman Ur din längtan ut på Söderströms förlag. År 2009 erhöll hon Svenska Dagbladets litteraturpris för sin tredje novellsamling Camera obscura.

## Kontroverser
Efter utgivningen av sin bok Själarnas ö 2017 kritiserade Johanna Holmström recensionsverksamheten i Svenskfinland  genom en kolumn  med rubriken Konstkritik som ger huvudvärk i tidningen Östnyland. Hon hävdade att recensionstekniken i de finlandssvenska tidningarna hade försämrats radikalt under hennes 13 år som publicerad författare.
| ”                                                 | Recensionerna är i dagens läge betydligt kortare, mycket mindre analytiska (om alls) och ibland snudd på fullständigt inkompetenta […] Det är beklämmande att i dagstidningar se professionella människor, självutsedda smakdomare, skriva långa och kompetenta handlingsreferat som jag dessvärre skulle vara tvungen att underkänna i klassrummet med motiveringen; ledsen, men det var en recension du skulle skriva. | „ |
| – Johanna Holmström i Östnyland 12 september 2017 | |   |

## Priser och utmärkelser
- 2009 – Svenska Dagbladets litteraturpris för Camera obscura
- 2013 – Stipendium ur Gerard Bonniers donationsfond
- 2023 – Karin Boyes litterära pris[5]